# 太平镇 (始兴县)
太平镇，是中华人民共和国广东省韶关市始兴县下辖的一个乡镇级行政单位。

## 行政区划
太平镇下辖以下地区：
城东社区、城北社区、城中社区、城西社区、东升社区、城郊社区、新屋场村、浈江村、罗围村、东湖坪村、狮石下村、斜潭村、白石坪村、乌石村、瑶村、纱帽岗村、奇心洞村、武岗村、观茶村、江口村、河北村、水南村、总甫村和上台村。